# 13e cérémonie des Washington DC Area Film Critics Association Awards
La 13e cérémonie des Washington DC Area Film Critics Association Awards (WAFCA Awards), décernés par la Washington DC Area Film Critics Association, a eu lieu le 8 décembre 2014, et a récompensé les films réalisés dans l'année,.

## Palmarès

### Meilleur film
- Boyhood
  - Birdman
  - Gone Girl
  - Selma
  - Whiplash

### Meilleur réalisateur
- Richard Linklater pour Boyhood
  - Damien Chazelle pour Whiplash
  - Ava DuVernay pour Selma
  - David Fincher pour Gone Girl
  - Alejandro G. Iñárritu pour Birdman

### Meilleur acteur
- Michael Keaton pour le rôle de Riggan Thomson dans Birdman
  - Benedict Cumberbatch pour le rôle d'Alan Turing dans Imitation Game (The Imitation Game)
  - Oscar Isaac pour le rôle d'Abel Morales dans A Most Violent Year
  - David Oyelowo pour le rôle de Martin Luther King dans Selma
  - Eddie Redmayne pour le rôle de Stephen Hawking dans Une merveilleuse histoire du temps (The Theory of Everything)

### Meilleure actrice
- Julianne Moore pour le rôle d'Alice dans Still Alice
  - Scarlett Johansson pour le rôle de Jane Hawking dans Under the Skin
  - Felicity Jones pour le rôle de Jane Hawking dans Une merveilleuse histoire du temps (The Theory of Everything)
  - Rosamund Pike pour le rôle d'Amy Dunne dans Gone Girl
  - Reese Witherspoon pour le rôle de Cheryl Strayed dans Wild

### Meilleur acteur dans un second rôle
- J.K. Simmons pour le rôle de Terrence Fletcher dans Whiplash
  - Ethan Hawke pour le rôle de Mason Sr. dans Boyhood
  - Edward Norton pour le rôle de Mike Shiner dans Birdman
  - Mark Ruffalo pour le rôle de Dave Schultz dans Foxcatcher
  - Andy Serkis pour le rôle de César dans La Planète des singes : L'Affrontement (Dawn of the Planet of the Apes)

### Meilleure actrice dans un second rôle
- Patricia Arquette pour le rôle d'Olivia dans Boyhood
  - Jessica Chastain pour le rôle d'Anna Morales dans A Most Violent Year
  - Laura Dern pour le rôle de Bobbi dans Wild
  - Emma Stone pour le rôle de Sam Thomson dans Birdman
  - Tilda Swinton pour le rôle de Mason dans Snowpiercer, le Transperceneige (설국열차)

### Meilleur espoir
- Ellar Coltrane pour le rôle de Mason Jr. dans Boyhood
  - Mackenzie Foy pour le rôle de Murphy Cooper dans Interstellar
  - Jaeden Lieberher pour le rôle d'Oliver Bronstein dans St. Vincent
  - Tony Revolori pour le rôle de Zero Moustafa dans The Grand Budapest Hotel
  - Noah Wiseman pour le rôle de Samuel dans Mister Babadook (The Babadook)

### Meilleure distribution
- Birdman
  - Boyhood
  - The Grand Budapest Hotel
  - Into the Woods
  - Selma

### Meilleur scénario original
- Birdman - Alejandro González Iñárritu, Nicolás Giacobone, Alexander Dinelaris Jr., Armando Bo
  - Boyhood - Richard Linklater
  - The Grand Budapest Hotel - Wes Anderson
  - La Grande Aventure Lego (The Lego Movie) - Phil Lord et Christopher Miller
  - Whiplash - Damien Chazelle

### Meilleur scénario adapté
- Gone Girl – Gillian Flynn
  - Imitation Game (The Imitation Game) - Graham Moore
  - Inherent Vice - Paul Thomas Anderson
  - Une merveilleuse histoire du temps (The Theory of Everything) - Anthony McCarten
  - Wild - Nick Hornby

### Meilleure direction artistique
- The Grand Budapest Hotel – Adam Stockhausen et Anna Pinnock
  - Birdman – Kevin Thompson et George DeTitta Jr.
  - Interstellar – Nathan Crowley et Gary Fettis
  - Into the Woods – Dennis Gassner et Anna Pinnock
  - Snowpiercer, le Transperceneige (설국열차) – Ondrej Nekvasil et Beatrice Brentnerova

### Meilleure photographie
- Birdman – Emmanuel Lubezki
  - The Grand Budapest Hotel – Robert Yeoman
  - Interstellar – Hoyte Van Hoytema
  - Invincible (Unbroken) – Roger Deakins
  - Under the Skin – Daniel Landin

### Meilleur montage
- Birdman – Douglas Crise, Stephen Mirrione
  - Boyhood – Sandra Adair
  - Gone Girl – Kirk Baxter
  - Interstellar – Lee Smith
  - Whiplash – Tom Cross

### Meilleure musique de film
- Under the Skin – Mica Levi
  - Birdman – Antonio Sánchez
  - Gone Girl – Trent Reznor et Atticus Ross
  - Interstellar – Hans Zimmer
  - Une merveilleuse histoire du temps (The Theory of Everything) – Jóhann Jóhannsson

### Meilleur film en langue étrangère
- Force majeure (Turist)  France  Suède
  - Ida  Pologne
  - Mommy  Canada
  - Deux jours, une nuit  Belgique
  - Les Nouveaux Sauvages (Relatos salvajes)  Argentine  Espagne

### Meilleur film d'animation
- La Grande Aventure Lego (The Lego Movie)
  - Les Boxtrolls (The Boxtrolls)
  - Dragons 2 (How to Train Your Dragon 2)
  - La Légende de Manolo (The Book of Life)
  - Les Nouveaux Héros (Big Hero 6)

### Meilleur film documentaire
- Life Itself
  - Citizenfour
  - Jodorowsky's Dune
  - Last Days in Vietnam
  - The Overnighters

### The Joe Barber Award for Best Portrayal of Washington DC
- Captain America : Le Soldat de l'hiver (Captain America: The Winter Soldier)
  - Anita
  - Secret d'État (Kill the Messenger)
  - Selma
  - X-Men: Days of Future Past